# Wasyl Herasymenko
Wasyl Pyłypowycz Herasymenko, ukr. Василь Пилипович Герасименко, ros. Василий Филиппович Герасименко / Wasilij Filippowicz Gierasimienko,  (ur. 11 kwietnia?/24 kwietnia 1900 we wsi Wełyka Burimka, zm. 13 lutego 1961 w Kijowie) – radziecki wojskowy pochodzenia ukraińskiego, generał porucznik, Ukrainiec, Ludowy Komisarz Obrony Ukraińskiej Socjalistycznej Republiki Radzieckiej

## Życiorys
Urodził się we wsi Wełyka Burimka (obwód czerkaski), w rodzinie chłopskiej. W 1912 roku ukończył szkołę wiejską, a następnie dwuletnią szkołę w Jekaterynodarze.
W 1918 roku wstąpił do Armii Czerwonej, brał udział w wojnie domowej w Rosji, walcząc na  Północnym Kaukazie i południowej Rosji. Początkowo był cekaemistą, następnie zastępcą a potem dowódcą plutonu.
Po zakończeniu wojny domowej ukończył w 1922 roku kurs dowódców  Armii Czerwonej. Został dowódcą kompanii karabinów maszynowych, a w 1924 dowódcą batalionu strzeleckiego. W 1927 roku ukończył Mińską Połączono Szkołę Wojskową. Następnie został kursantem Akademii im. Frunzego, którą ukończył w 1931 roku. Następnie został szefem I oddziału sztabu dywizji strzeleckiej, a w 1935 roku został szefem sztabu 59 Dywizji Strzeleckiej, a potem dowódcą 8 Korpusu Strzeleckiego. W sierpniu 1938 roku został zastępcą dowódcy Kijowskiego Specjalnego Okręgu Wojskowego, a od września 1939 roku pełnił obowiązki dowódcy tego okręgu. W lipcu 1940 roku został dowódcą Nadwołżańskiego Okręgu Wojskowego.
Po ataku wojsk niemieckich na ZSRR został dowódcą 21 Armii sformowanej na bazie Nadwołżańskiego Okręgu Wojskowego. Początkowo wchodząca w skład odwodu Naczelnego Dowództwa, a w lipcu 1941 roku skierowana na Front Zachodni, gdzie wzięła udział w walkach obronnych, dowodził nią do 5 lipca. W dniu 14 lipca 1941 roku został dowódcą 13 Armii i dowodził nią do 26 lipca, w tym czasie armia ta prowadziła walki obronne w składzie Frontu Zachodniego.
Po odwołaniu ze stanowiska dowódcy armii do września 1941 roku pozostawał w dyspozycji dowództwa Armii Czerwonej, następnie został zastępcą do spraw tyłów dowódcy Frontu Rezerwowego, a w październiku pomocnikiem naczelnika tyłów Armii Czerwonej. W grudniu 1941 roku został dowódcą Stalingradzkiego Okręgu Wojskowego.
We wrześniu 1942 roku został dowódcą 28 Armii, którą dowodził do grudnia 1943 roku. Armia w tym czasie wchodziła w skład kolejno: Frontu Stalingradziego, Południowego i 4 Ukraińskiego. Wzięła ona udział w bitwie stalingradzkiej, następnie brała udział w ofensywie w wyniku której wyzwolono miasta Elista, Salsk, Rostów nad Donem, a armia dotarła do rzeki Mius, gdzie przeszła do obrony (operacja miuska). Od sierpnia do października 1943 roku uczestniczyła w operacjach: donbaskiej i melitopolskiej, w wyniku których wyzwolono Donbas.
Odwołany ze stanowiska dowódcy armii od grudnia 1943 roku pozostawał w dyspozycji Naczelnego Dowództwa Armii Czerwonej, ale już w styczniu 1944 roku został mianowany dowódcą Charkowskiego Okręgu Wojskowego, a w marcu został Ludowym Komisarzem Obrony Ukraińskiej SRR i jednocześnie dowódcą Kijowskiego Okręgu Wojskowego. Funkcje te pełnił do października 1945 roku.
Po zakończeniu wojny został zastępcą i pomocnikiem dowódcy Nadwołżańskiego Okręgu Wojskowego i stanowiska zajmował do 1953 roku. W tym czasie ukończył wyższy kurs akademicki w Akademii Sztabu Generalnego im. Woroszyłowa, który ukończył w 1949 roku.
We wrześniu 1953 roku przeniesiony został do rezerwy. Po zwolnieniu do rezerwy mieszkał w Kijowie, gdzie zmarł. Pochowany został na Łukjanowskim cmentarzu wojskowym w Kijowie.

## Awanse
- kombryg (08.08.1937, rozkaz nr 3022/п)
- komdiw (23.07.1938, rozkaz nr 01239/п)
- komkor (04.11.1939, rozkaz nr 04585)
- generał porucznik (04.06.1940, rozkaz nr 945)

## Odznaczenia
- Order Lenina (dwukrotnie)
- Order Czerwonego Sztandaru (czterokrotnie)
- Order Suworowa I stopnia
- Order Kutuzowa II stopnia
- Medal „Za obronę Stalingradu”
- Medal „Za zwycięstwo nad Niemcami w Wielkiej Wojnie Ojczyźnianej 1941–1945”
- Medal jubileuszowy „XX lat Robotniczo-Chłopskiej Armii Czerwonej”
- Medal jubileuszowy „30 lat Armii Radzieckiej i Floty”